# 苏元复

苏元复（1910年4月19日—1991年6月17日），男，浙江海宁人，中国化学工程学家。曾任华东化工学院教授、副院长、化学工程研究所所长，兼任中国化工学会副理事长。主要研究液液萃取理论及应用。

## 生平
1933年毕业于浙江大学化学工程系。1937年获英国曼彻斯特大学硕士学位。1980年当选为中国科学院学部委员（院士）。